# Crospovidone
La crospovidone, aussi appelée polyvinylpolypyrrolidone (sigle PVPP) ou E1202, est une polyvinylpyrrolidone (PVP) réticulée, insoluble.
La polyvinylpolypyrrolidone (on dit communément « le »), est un polymère organique de synthèse semblable au PVP mais dont la polymérisation est obtenue en présence d'un alcali (KOH), ce qui a pour effet de rompre le cycle pyrrolidone. Le polymère ainsi obtenu se présente sous forme d'une poudre blanche ; il est insoluble dans l'eau.

## Utilisations
Elle présente une forte affinité pour les polyphénols. Cette propriété est utilisée pour le collage des boissons, car elle élimine en particulier les tanins, les acides cinnamiques oxydables ou les quinones issues de leur oxydation, ce qui permet de traiter les phénomènes de brunissement, de rosissement, les excès de coloration ou d'amertume.
La PVPP est utilisée dans les vins comme « colle ». Elle a été utilisée dès 1961 dans le traitement de la bière ; son emploi sur moût et vin (essentiellement blanc et rosé) est autorisé par le règlement CE no 1493/99 à la dose maximale de 80 g/hL. Elle peut être utilisée comme adjuvant lors de la filtration sur terre. Les vins traités à la PVPP sont interdits pour l'exportation vers le Japon.
La  crospovidone est utilisée dans l'industrie pharmaceutique comme pansement gastro-intestinal. Elle a une action protectrice sur la muqueuse intestinale grâce à son pouvoir couvrant et par la fixation des toxines microbiennes, elle absorbe les gaz intestinaux et réduit ainsi le météorisme, elle agit enfin par son pouvoir hygroscopique (rétention d'eau) et gonflant.
Elle est aussi utilisée comme agent désintégrant dans les formulations de comprimés et comme stabilisant pour les substances actives sensibles à l'humidité (par exemple vitamines, enzymes).